# 8th (Midlands) Parachute Battalion
Le 8th (Midlands) Parachute Battalion est un bataillon d'infanterie aéroportée du Parachute Regiment, créé par l'armée britannique pendant la Seconde Guerre mondiale. Le bataillon est mis sur pied à la fin de l'année 1942 par la conversion du 13e bataillon du Royal Warwickshire Regiment (en) à un nouveau rôle de troupes aéroportées. Il est affecté à la 3e brigade parachutiste, aux côtés du 1st Canadian Parachute Battalion et du 9th (Eastern and Home Counties) Parachute Battalion, qui font alors partie de la 1re division aéroportée, avant d'être transférés à la 6e division aéroportée nouvellement formée en mai 1943.
Le 8e bataillon parachutiste participe à l'opération Tonga, le débarquement des troupes aéroportées britanniques en France lors du Débarquement, à la campagne de Normandie et à la percée jusqu'à la Seine. Retiré en Angleterre en septembre 1944, le bataillon revient sur le continent à l'occasion de l'offensive hivernale allemande connue sous le nom de bataille des Ardennes. Sa dernière mission pendant la guerre est la traversée du Rhin, suivie de l'avancée vers la Baltique.
Après la guerre, le bataillon est envoyé en Palestine pour des opérations de sécurité intérieure avec le reste de la 6e division aéroportée. La réduction de la taille de l'armée britannique après-guerre en 1948 entraîne la fusion du bataillon avec le 9th (Eastern and Home Counties) Parachute Battalion pour former le 8th/9th Parachute Battalion, qui est cependant rapidement dissous à son tour à la fin de cette même année.